# Moranville (Meuse)
Moranville település Franciaországban, Meuse megyében. Lakosainak száma 103 fő (2022. január 1.). Moranville Abaucourt-Hautecourt, Blanzée, Eix, Grimaucourt-en-Woëvre, Herméville-en-Woëvre és Moulainville községekkel határos.

## Népesség
A település népességének változása:
| Lakosok száma | 82   | 73   | 85   | 91   | 117  | 111  | 108  | 105  | 104  | 103  |
|               | 1968 | 1982 | 1990 | 2006 | 2013 | 2015 | 2017 | 2019 | 2020 | 2022 |